# 1-Naftil mercaptano
1-Naftil mercaptano, 1-naftalenotiol, 1-mercaptonaftaleno, 1-tionaftol ou  alfa-mercaptonaftaleno, é o composto orgânico, o tiol do naftaleno, de fórmula molecular C10H7SH, massa molecular 160,24. Apresenta densidade 1,176. É classificado com o número CAS 529-36-2, EINECS 208-462-7 e CBNumber CB91135061.